# Latrunculia brevis
Latrunculia brevis är en svampdjursart som beskrevs av Ridley och Arthur Dendy 1886. Latrunculia brevis ingår i släktet Latrunculia och familjen Latrunculiidae. Inga underarter finns listade i Catalogue of Life.